# Sát thủ lưu vong
Sát thủ lưu vong (tiếng Trung: 放‧逐, tiếng Anh: Exiled, Hán-Việt: Phóng trục) là một bộ phim điện ảnh thuộc thể loại hành động – tội phạm – chính kịch của điện ảnh Hồng Kông công chiếu năm 2006 do Đỗ Kỳ Phong làm đạo diễn kiêm nhà sản xuất, với phần kịch bản do tổ sáng tác Ngân Hà biên soạn. Tác phẩm có sự tham gia của các diễn viên gồm Huỳnh Thu Sinh, Ngô Trấn Vũ, Trương Gia Huy, Hà Siêu Nghi, Trương Diệu Dương, Lâm Tuyết, với Nhậm Đạt Hoa và Nhậm Hiền Tề. 
Bộ phim có buổi công chiếu lần đầu tại Liên hoan phim quốc tế Venezia vào ngày 6 tháng 9 năm 2006, sau đó chính thức phát hành tại các cụm rạp ở Hồng Kông từ ngày 19 tháng 10 cùng năm. Tác phẩm cũng được chọn là một trong những tác phẩm của điện ảnh Trung Quốc đi tranh giải Sư tử vàng cũng tại liên hoan phim danh giá ấy, dù không được nhận giải.

## Nội dung
Lấy bối cảnh vào thập niên 90 của thế kỉ XX, có một nhóm sát thủ gồm năm người gồm Hòa, Miêu, Ba, Hỏa và Thái cùng chơi thân với nhau thì bất ngờ thay, Hòa đã quyết định bỏ nghề và đã có gia đình riêng với người vợ A Tĩnh, kể từ đó Hòa cùng vợ con chuyển sang Ma Cao và sinh sống lặng lẽ tại đây. Tuy vậy, Đại Phi – ông chủ của băng nhóm – có ý định trả thù Hòa sau vụ ám sát hắn bất thành từ Hòa. Vì thế, hắn liền cử một đôi sát thủ tìm tới để thực hiện nhiệm vụ, và không ai khác đó chính là Hỏa và Ba.
Khi đến nơi, Hỏa và Ba đều gặp lại Miêu và Thái – cặp sát thủ có ý định bảo vệ Hòa. Sau một pha khẩu chiến, bọn họ quyết định đoàn tụ lại với nhau và được Tạ Phu giao một trong hai phi vụ mới: hoặc là giết tên trùm địch thủ Đản Quyền Cường, hoặc là ăn trộm một tấn vàng. Điều này đã làm cho Đại Phi trở nên tức tối hơn, nên hắn quyết định diệt hết cả năm anh em trong băng nhóm này. Trùng hợp thay là sau khi Hòa đã vĩnh viễn ra đi sau một vụ mưu sát, bốn sát thủ còn lại quyết định tiêu diệt Đại Phi. Và rồi cuộc chiến đã diễn ra trong tình trạng ngang tài ngang sức. Kết quả là sau cuộc chiến ấy, ngoại trừ người vợ A Tĩnh và đứa con trong tay cô còn sống sót, tất cả bốn anh em cùng với Đại Phi và tên trùm Quyền Cường đều chết hết. Trước khi nhắm mắt, cả bốn anh em đều nở nụ cười mãn nguyện vì đã giữ lời hứa năm xưa với Hòa là phải giết được Đại Phi.

## Diễn viên
| Diễn viên         | Vai diễn            |
| Huỳnh Thu Sinh    | Hỏa                 |
| Ngô Trấn Vũ       | Thái                |
| Nhậm Đạt Hoa      | Đại Phi             |
| Trương Gia Huy    | Hòa (Giang Quý Hòa) |
| Trương Diệu Dương | Miêu                |
| Lâm Tuyết         | Ba (Phì lão)        |
| Hà Siêu Nghi      | A Tĩnh              |
| Nhậm Hiền Tề      | Thanh tra Trần      |
| Trương Triệu Huy  | Tạ Phu              |
| Lâm Gia Đống      | Đản Quyền Cường     |
| Trần Nhã Luân     | Kĩ nữ               |
| Đàm Bính Văn      | Cổ Tường Thúc       |
| Hứa Thiệu Hùng    | Bác Đài Sơn         |